# Callyna thomae
Callyna thomae là một loài bướm đêm trong họ Noctuidae.